# Hyoscyamus albus
Espèce
Hyoscyamus albus, la Jusquiame blanche, est une plante herbacée de la famille des Solanacées.

## Liste des variétés
Selon Tropicos (24 août 2015) :
- variété Hyoscyamus albus var. desertorum Asch. & Boiss.

## Habitats
Décombres, terrains vagues, murs en région méditerranéenne.

## Description et caractéristiques
- Les fleurs jaune pâle de Hyoscyamus albus, ne sont pas veinées (tandis que celles de Hyoscyamus niger sont veinées de violet).

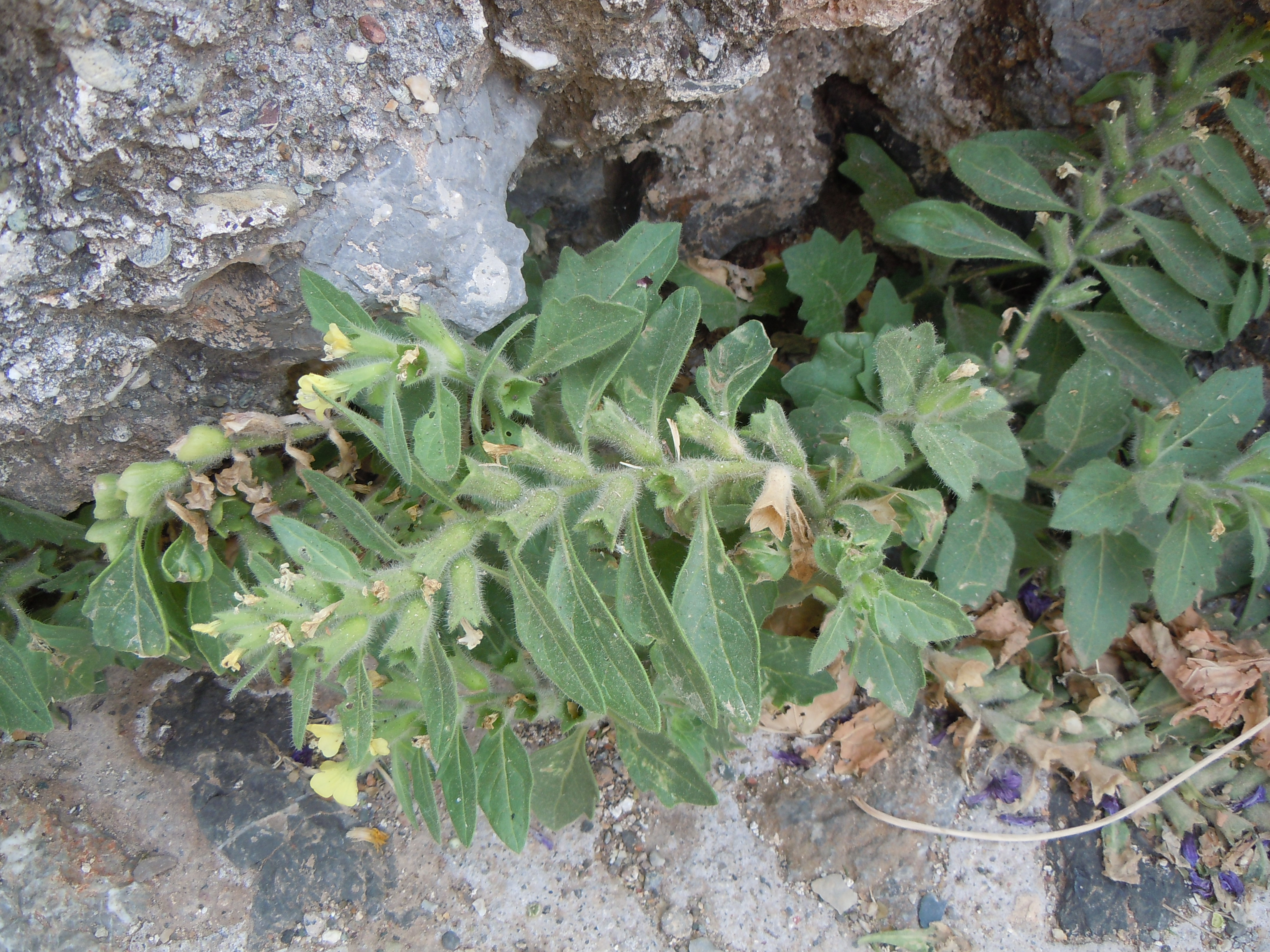
Tiges florifères